# Johann Christian Neuber
Johann Christian Neuber (7 avril 1736, Neuwernsdorf - 1er janvier 1808, Eibenstock) est un orfèvre et négociant en pierres dures du XVIIIe siècle. Renommé dans l'Europe entière pour ses étuis et ses tabatières minéralogiques, son chef-d’œuvre est la table de Teschen, réalisée pour le baron de Breteuil en remerciement de sa participation à l'élaboration du traité de Teschen.
Neuber apprit les métiers d'orfèvre et de lapidaire à Dresde auprès de son futur beau-père, Heinrich Taddel (1714-1794). En 1762, il entra dans la guilde des orfèvres de Dresde. À partir de 1767, il travailla pour la Cour du prince électeur Frédéric-Auguste III de Saxe avant de devenir conservateur de la Grünes Gewölbe (la Voûte verte) (1769), puis Joaillier de la Cour (1775).
Les œuvres de Neuber se caractérisent par un classicisme précoce. Sa spécialité était la production de tabatières en or avec incrustations de pierres précieuses, qui étaient souvent offertes comme cadeaux royaux. Certaines tabatières constituaient de véritables cabinets minéralogiques, accompagnés par un livret décrivant chaque pierre utilisée.
Le représentant russe aux négociations qui conduisirent à la paix de Teschen (1779), Nicolas Repnine, reçut en cadeau un service en porcelaine de Meissen comprenant de nombreuses pièces précieuses. Seuls en ont été identifiés à ce jour deux socles dus à Neuber, destinés à présenter des pièces de porcelaine. L'un d'eux est conservé au Walters Art Museum (Baltimore), tandis que l'autre reste en mains privées.
En 1782, Neuber réalisa une cheminée d'apparat pour la Voûte verte. On lui doit également la console dite de Moritzbourg réalisée pour le Château de la Faisanderie.
Le Louvre possède de lui six tabatières, un étui à tablettes et la Table de Teschen.